# ادگار هرناندز (بازیکن فوتبال)
ادگار هرناندز (انگلیسی: Édgar Hernández؛ زادهٔ ۲ فوریهٔ ۱۹۸۷) بازیکن فوتبال اهل اسپانیا است.
از باشگاه‌هایی که در آن بازی کرده‌است می‌توان به باشگاه فوتبال سابادل اشاره کرد.